# Vicente Santaolaria
Vicente Santaolaria fue un pintor y escultor español nacido el 10 de diciembre de 1886 en el Cabañal-Cañamelar, uno de los barrios marítimos que forman el distrito de la ciudad de Valencia, murió en París el 5 de octubre de 1967.

## Trayectoria

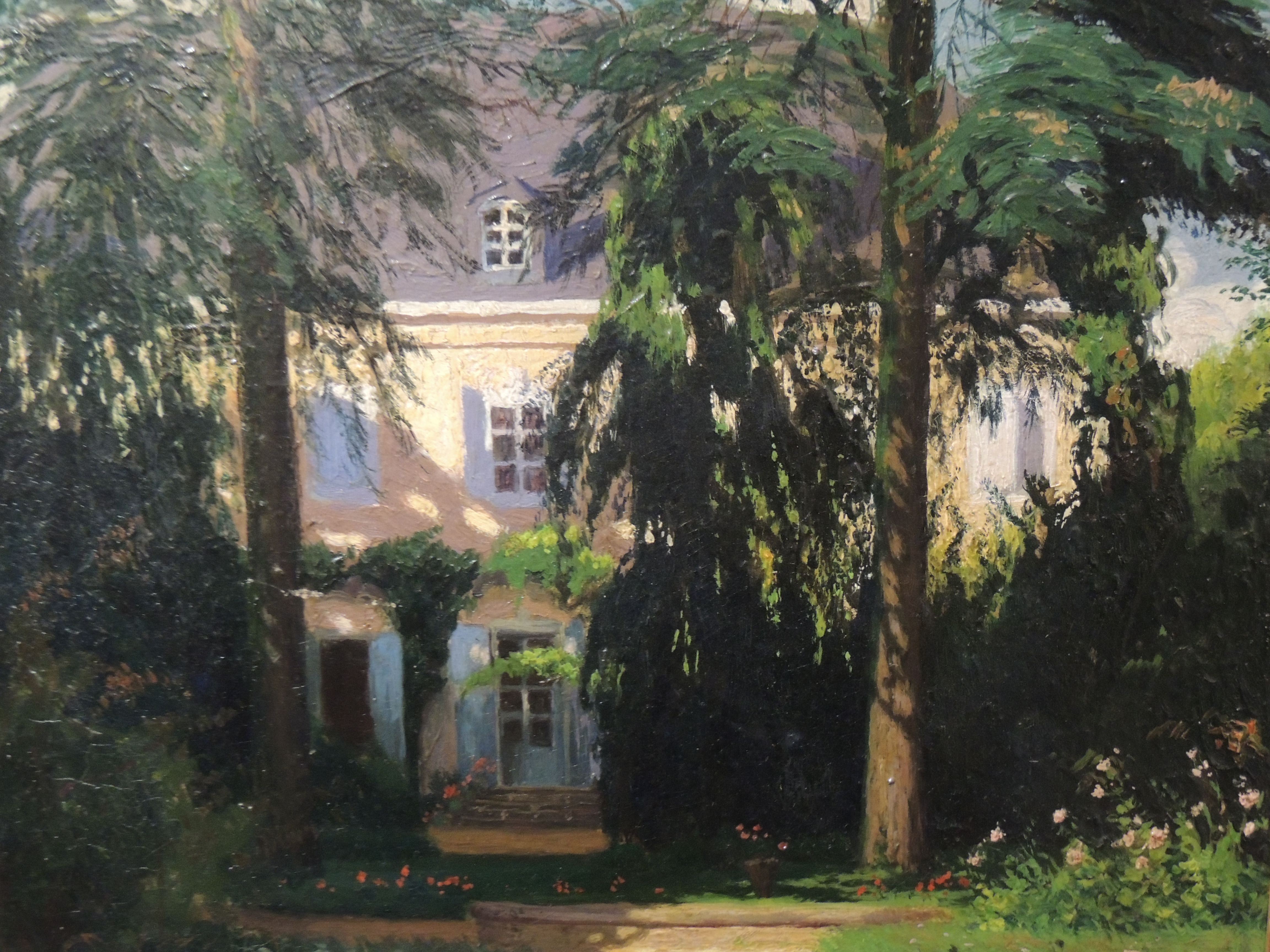
La Maison de George Sand à Nohant (Vicente Santaolaria)

Vicente Santaolaria es sucesivamente alumno de Vicente Borrás y Mompó y de Antonio Cava en la Escuela de Bellas Artes de Barcelona y después de Vicente Borrás y de Joaquín Sorolla y Bastida en la Escuela de Bellas Artes de Madrid.  Distinguido por sus maestros de la Escuela de Bellas Artes de Madrid, recibe una beca para viajar por Europa. Se instala en París en 1908. en el Boulevard du Montparnasse, 49, después de haber recorrido Castilla y Andalucía.
Gérald Schurr describe a Vicente Santaolaria como "un personaje bastante complejo: totalmente independiente y al frente de una pequeña fortuna personal, que pasa mucho más tiempo viajando por Europa que frente a su caballete". No solo es diplomado de la Escuela de Bellas Artes de Madrid y su vida no está ligada exclusivamente a la de los artistas de su época (aunque fija los rasgos de unos pocos pintando sus retratos), ya que "este filósofo apasionado por el arte asiático y africano, licenciado en lenguas orientales y que habla cinco o seis idiomas o dialectos con fluidez, rara vez frecuenta pintores".
Su gran relación en Francia es la nieta de George Sand, Aurore Dudevant-Sand. El marido de Aurore, el pintor Charles Frédéric Lauth, a quien esta unión integró provechosamente en la sociedad de todo París, donde se convirtió en retratista social,  tenía inclinación por las aventuras amorosas, lo que la convirtió en una esposa abandonada y sensible a las amistades sinceras. Sólo después de la muerte de su esposo en 1922, se tiene la certeza de su largo romance con Vicente Santaolaria que está a su lado tanto en Nohant-Vic como en Antibes. Su relación, que podemos seguir a través de una larga correspondencia que intercambiaron desde 1926 hasta 1961 (fecha de la muerte de Aurore) entre Nohant, París, Barcelona, Antibes y Gargilesse-Dampierre, pasará lentamente de amor-pasión a lo que en la década de 1950 no era más que platonismo.

## Obras

### Pinturas
- Retratos de niños del Cabañal, 1906.
- Escenas taurinas.[2]
- Escenas dramáticas de la Primera Guerra Mundial ( The Trench, 1915 ).
- Retratos: Gaston Balande, María Blasco Ibáñez, Aurore Dudevant-Sand, Alfons Maseras, La Mère Rivière en Laleuf.
- Paisajes: Berry, Côte d'Azur, Cataluña.
- Escenas españolas: bailarinas de flamenco, gitanas, mujeres con tocados catalanes o con abanico en un interior o en un paisaje.

### Libros ilustrados
- Aurore Dudevant-Sand, Le Berry de George Sand, Éditions Morancé, 1927.
- George Sand, Elle et lui, Les éditions des arceaux, sin fecha (hacia 1946), 580 ejemplares numerados enriquecidos con un dibujo de Vicente Santaolaria.

### Esculturas
Todas las notas biográficas dedicadas a Vicente Santaolaria también se refieren a él como escultor. Él mismo, sin embargo, negó serlo. Realizó algunos bustos, entre ellos, en Nohant-Vic, el de George Sand, así como un medallón de Frédéric Chopin.

## Exposiciones personales
- Hôtel Drouot, Venta del taller de Vicente Santaolaria, Paul Renaud, subastador en París, martes 5 de mayo de 1987.[7]

## Exposiciones colectivas
- Exposición Nacional de Bellas Artes, París, 1904[8]
- Exposición de pintura española moderna bajo el alto patrocinio del municipio de París, Palais des Beaux-Arts, París, mayo de 1919.[3]
- Salón de artistas franceses, 1932.
- Algunos pintores de la escuela española contemporánea: Frédéric Lauth, Claudio Padilla, Vicente Santaolaria, Galerie Corot, París, 1939.
- Exposiciones sin fecha: Salon d'Automne, Salon des Indépendants, Salon de l'Ecole Française, Salon des Painters Orientalistes Français, Salon d'Hiver, Royal Academy de Londres, Salon National de Madrid, Salon de Bruxelles.

## Recepción de la crítica
- Además era un artista llena de dinamismo, de la anta alegría de vivir, de una contagiosa avidez por los libros, por los países clásicos o exóticos, desbordante de una existencia interior proyectada a todos los conocimientos, un verdadeio elegido del arte.                 - Emilio Gascó Contell, ABC, Madrid[9]

- Profundamente español, es en el realismo donde entrega la mejor parte de su talento, sus escenas de calles y mercados son de un observador de la carrera de Constantin Guys, que sabe insistir en un detalle y sacrificar otros para lograr el conjunto de su composición. Las pinturas que expuso en los distintos salones oficiales de París, Madrid, Londres o Bruselas fueron generalmente bien recibidas por la crítica; Arsène Alexandre habla de "su corrección despiadada y su seriedad imperturbable", Charles Fegdal elogia "el arreglo lleno de estilo, la armonía de colores y la calidad del ambiente", Henri Pallier elogia "su paleta de fuego, su talento donde se encuentran en una armonía sorprendente lo que es sano en el realismo y verdadero en el idealismo". - Gérald Schurr[4]

- En escenas animadas de calles y mercados, la precisión de sus visualizaciones podría compararse con la de Constantin Guys, lo que confirma que su talento se expresaba plenamente en la vena realista. - Jacques Busse[1]

## Premios y reconocimientos
- Mención de honor, Exposición Nacional de Bellas Artes, 1904.[1]
- Caballero de la Legión de Honor.

## Museos y colecciones públicas
- Museo Carnavalet, París.
- Museo de la vida romántica, París, Dormitorio de George Sand en Nohant, pintura.[10]
- Museo Picasso (Antibes) .
- Museo George Sand y Black Valley, La Châtre, Retrato de la Madre Rivière de Laleuf, pintura,[11] Frédéric Chopin, escultura-medallón.
- Domaine de George Sand, Nohant-Vic, Retrato de Aurore Sand (1866-1961), pintura, 1938,[12] así como escenas y paisajes de Berry ( Le Meal Berry, 1923 ).[13]
- Ayuntamiento de Châteauroux.
- Museo del Centro Pedagógico de Játiva, Játiva .
- Casa-Museo Vicente Blasco Ibáñez, Valencia, Retrato de María Blasco Ibáñez, pintura.

## Colecciones privadas
- Vicente Blasco Ibáñez
- Aurore Dudevant-Sand
- Jean de Bosschère
- Alain Bilot
- Gérald Schurr, Autorretrato con un cigarrillo, pintura.